# 納吉爾涅 (薩赫諾夫希納區)
49°9′16″N 36°2′1″E / 49.15444°N 36.03361°E
納吉爾涅（烏克蘭語：Нагірне），是烏克蘭東部的村莊，隸屬哈爾科夫州的別列斯京區。該村始建於1856年，面積0.05平方公里，海拔高度105米，2001年人口17，人口密度每平方公里340人。